# Петер Бајзат
Петер Бајзат (мађ. Bajzát Péter; Јегра, 22. јун 1981) је бивши мађарски фудбалер који је играо на позицији нападача. Два пута је био најбољи стрелац мађарског фудбалског првенства у сезонама 2006/07. и 2008/09.

## Клупска каријера
Професионалну каријеру је започео прилично рано, са 15 година, у првом тиму Егера ФЦ. Убрзо га је приметио тим ВСЦ Дебрецина, где је постао стални члан тима. У НБ I је дебитовао 28. фебруара 1999. (БВСЦ – ДВСЦ 0 : 1). Током шест сезона које је провео у Дебрецину, два пута је са Дебрецином успео да подигне Куп Мађарске (1999. и 2001. године). Поред активне каријере, дописно је завршио универзитетске студије у Дебрецину и Сомбатхељу.
После тога је прешао у Оберхаузен који је играо у немачкој Бундеслиги II, где му се, међутим, давало мало прилика за игру, а ни утакмица му није ишла. Након кратког боравка у овом клубу, вратио се у Мађарску и прешао у Ђер ЕТО. Био је редован у зелено-белом тиму, у две сезоне постигао је 57 голова, а био је и најбољи стрелац НБ I у сезонама 2006/07 (18 голова) и 2008/09 (20 голова).

## Остварења

### Клуб
- Дебрецин ВШЦ:
- Куп Мађарске у фудбалу:  
  - првак: 1998/99. 2000/01.
- Ђер ЕТО:
- НБ I:  
  - треће место: 2006/07. и 2009/10.
- Куп Мађарске у фудбалу:  
  - финалиста: 2008/09.,

### Индивидуално
- Најбољи стрелац Мађарске прве лиге: (2): 2006/07. и 2008/09. (24. гола)
- Најбољи стрелац Мађарске друге лиге: (2): 2011, 2014